# Poldark (Fernsehserie, 2015)
Poldark ist eine britische Fernsehserie der BBC. Es handelt sich um eine erneute Adaption der Poldark-Romanreihe von Winston Graham. Eine gleichnamige Fernsehserie, die auf derselben Romanreihe beruht, wurde bereits in den 1970ern gezeigt. Die Erstausstrahlung fand ab dem 8. März 2015 bei BBC One statt. Für den deutschsprachigen Raum sicherte sich der Pay-TV-Sender Sony Entertainment Television die Ausstrahlungsrechte. Die Ausstrahlung erfolgte ab dem 26. Juli 2016.
Im April 2015 wurde von der BBC eine zweite Staffel bestellt, die seit dem 4. September 2016 von BBC1 ausgestrahlt wurde. Am 4. September 2016 verlängerte der Sender BBC die Serie um eine dritte und vierte Staffel. Am 10. Juni 2018 verlängerte der Sender BBC die Serie für eine fünfte und finale Staffel.

## Ausgangssituation für die Handlung
Die Serie spielt im späten 18. Jahrhundert. Nach drei Jahren in der Armee kehrt Ross Poldark 1783 aus dem Amerikanischen Unabhängigkeitskrieg in seine Heimat Cornwall zurück. Dort erfährt er, dass sich seit seiner Abreise einiges verändert hat. Sein Vater ist verstorben und hinterließ einen großen Berg an Schulden und seine große Liebe Elizabeth ist inzwischen mit seinem Cousin verlobt. Trotz all dieser Umstände möchte Ross Poldark in Cornwall bleiben und sein Land wieder auf Vordermann bringen. Im Dorf trifft er auf Demelza Carne, die er als Küchenhilfe einstellt. Dies führt jedoch zu Konflikten innerhalb des Dorfes.

## Hintergrund-Informationen
- Die Hauptrolle des Ross Poldark übernahm Aidan Turner. Eleanor Tomlinson spielt Demelza und Heida Reed stellte Elizabeth dar.[5] Warren Clarke ist als Charles Poldark in seiner letzten Rolle zu sehen.[6] Debbie Horsfield schrieb das Drehbuch zur Serie.[7] Will McGregor führte die Regie.[8]

- Poldark wurde im April 2014 in Bristol, Bath und Cornwall gedreht.[9][10] Die Szenen im Haus der Poldark-Familie wurden jedoch nicht in Cornwall gefilmt, sondern im Chavenage House in Gloucestershire.[11]

- Die erste Staffel wurde ab dem 8. März 2015 auf BBC One ausgestrahlt. Sie basiert auf den ersten zwei Büchern der Poldark-Romanreihe von Winston Graham. Die zweite Staffel wurde im Herbst 2015 gedreht.[12]

- Die BBC verfilmte in den fünf Staffeln insgesamt nur die ersten sieben der 12 Bücher der Romanreihe.[13]

- Die BBC-Serie ist bereits die zweite Fernsehadaption der Poldark-Romane. Die gleichnamige Fernsehserie aus den 1970ern wurde von 1975 bis 1977 auf BBC gezeigt. Damals schalteten 15 Millionen Zuschauer die Serie ein.[14] Die erste Folge der neuen Serie sahen sieben Millionen Zuschauer.[15] Auf Grund dieser Verfilmung wurde ein neuer Tourismusboom in Cornwall erwartet.[16]
- Der Schauspieler Robin Ellis spielte in den 1970er-Jahren die Rolle von Ross Poldark.   Poldark steht in der Serie für Fairness, ist gegen Ungerechtigkeit, fragwürdige Gesetze der Obrigkeit und kämpft gegen sie an. Ellis ist nun in der TV-Serie, Ironie, als Richter Reverend Halse (Staffel 1 Episoden 3, 6; Staffel 2 Episoden 1, 5, 8; Staffel 3 Episode 2; als auch in der Staffel 4 Episode 6, sowie Staffel 5 Episode 8) zu sehen, der die Urteile gegen Jim Carter, Ross und andere verhängt.

## Besetzung und Synchronisation
Die deutsche Synchronisation entsteht nach einem Dialogbuch und unter der Dialogregie von Dirk Müller durch die Synchronfirma Berliner Synchron'.
| Rolle               | Schauspieler       | Synchronsprecher                                      |
| Ross Poldark        | Aidan Turner       | Stefan Günther                                        |
| Demelza Poldark     | Eleanor Tomlinson  | Yvonne Greitzke (Staffel 1 und 2) / Kaya Marie Möller |
| Elizabeth Chenoweth | Heida Reed         | Julia Stoepel                                         |
| Francis Poldark     | Kyle Soller        | Florian Hoffmann                                      |
| Verity Poldark      | Ruby Bentall       | Anja Rybiczka                                         |
| Agatha Poldark      | Caroline Blakiston | Luise Lunow                                           |
| Charles Poldark     | Warren Clarke      | Helmut Krauss                                         |
| Jeremy Poldark      | Oscar Novak        |                                                       |
| Dwight Enys         | Luke Norris        | Peter Lontzek                                         |
| Zacky Martin        | Tristan Sturrock   | Christoph Banken                                      |
| John Henshawe       | John Hollingworth  | Tobias Nath                                           |
| George Warleggan    | Jack Farthing      | Sven Gerhardt                                         |
| Cary Warleggan      | Pip Torrens        | Oliver Siebeck                                        |
| Paul Daniel         | Ed Browning        | Bastian Sierich                                       |
| Harris Pascoe       | Richard Hope       | Peter Reinhardt                                       |
| Margaret Vosper     | Crystal Leaity     | Damineh Hojat                                         |
| Tom Harry           | Turlough Convery   | Sven Brieger                                          |
| Jinny Martin        | Gracee O’Brien     | Amelie Plaas-Link                                     |
| Jud Paynter         | Phil Davis         | Lutz Schnell                                          |
| Prudie Paynter      | Beatie Edney       | Ilka Teichmüller                                      |
| Ray Penvenen        | John Nettles       | Norbert Langer                                        |
| Caroline Penvenen   | Gabriella Wilde    | Alice Bauer                                           |

## Episodenliste

### Staffel 1
| Nr. (ges.) | Nr. (St.) | Deutscher Titel | Originaltitel | Erstausstrahlung UK | Deutschsprachige Erstausstrahlung (Sony Entertainment Television) | Regie            |
| ---------- | --------- | --------------- | ------------- | ------------------- | ----------------------------------------------------------------- | ---------------- |
| 1          | 1         | Episode 1       | Episode 1     | 8. März 2015        | 26. Juli 2016                                                     | Ed Bazalgette    |
| 2          | 2         | Episode 2       | Episode 2     | 15. März 2015       | 26. Juli 2016                                                     | Ed Bazalgette    |
| 3          | 3         | Episode 3       | Episode 3     | 22. März 2015       | 2. Aug. 2016                                                      | Ed Bazalgette    |
| 4          | 4         | Episode 4       | Episode 4     | 29. März 2015       | 2. Aug. 2016                                                      | Ed Bazalgette    |
| 5          | 5         | Episode 5       | Episode 5     | 5. Apr. 2015        | 9. Aug. 2016                                                      | William McGregor |
| 6          | 6         | Episode 6       | Episode 6     | 12. Apr. 2015       | 9. Aug. 2016                                                      | William McGregor |
| 7          | 7         | Episode 7       | Episode 7     | 19. Apr. 2015       | 16. Aug. 2016                                                     | William McGregor |
| 8          | 8         | Episode 8       | Episode 8     | 26. Apr. 2015       | 16. Aug. 2016                                                     | William McGregor |

### Staffel 2
| Nr. (ges.) | Nr. (St.) | Deutscher Titel | Originaltitel | Erstausstrahlung UK | Deutschsprachige Erstausstrahlung (Sony Entertainment Television) | Regie            |
| ---------- | --------- | --------------- | ------------- | ------------------- | ----------------------------------------------------------------- | ---------------- |
| 9          | 1         | Episode 1       | Episode 1     | 4. Sep. 2016        | 27. Juni 2017                                                     | William Sinclair |
| 10         | 2         | Episode 2       | Episode 2     | 11. Sep. 2016       | 27. Juni 2017                                                     | William Sinclair |
| 11         | 3         | Episode 3       | Episode 3     | 18. Sep. 2016       | 4. Juli 2017                                                      | William Sinclair |
| 12         | 4         | Episode 4       | Episode 4     | 25. Sep. 2016       | 4. Juli 2017                                                      | William Sinclair |
| 13         | 5         | Episode 5       | Episode 5     | 2. Okt. 2016        | 11. Juli 2017                                                     | Charlie Palmer   |
| 14         | 6         | Episode 6       | Episode 6     | 9. Okt. 2016        | 11. Juli 2017                                                     | Charlie Palmer   |
| 15         | 7         | Episode 7       | Episode 7     | 16. Okt. 2016       | 18. Juli 2017                                                     | Charlie Palmer   |
| 16         | 8         | Episode 8       | Episode 8     | 23. Okt. 2016       | 18. Juli 2017                                                     | Charlie Palmer   |
| 17         | 9         | Episode 9       | Episode 9     | 30. Okt. 2016       | 25. Juli 2017                                                     | Richard Senior   |
| 18         | 10        | Episode 10      | Episode 10    | 6. Nov. 2016        | 25. Juli 2017                                                     | Richard Senior   |

### Staffel 3
| Nr. (ges.) | Nr. (St.) | Deutscher Titel | Originaltitel | Erstausstrahlung UK | Deutschsprachige Erstausstrahlung (Sony Entertainment Television) | Regie              |
| ---------- | --------- | --------------- | ------------- | ------------------- | ----------------------------------------------------------------- | ------------------ |
| 19         | 1         | Episode 1       | Episode 1     | 11. Juni 2017       | 20. Feb. 2018                                                     | Joss Agnew         |
| 20         | 2         | Episode 2       | Episode 2     | 18. Juni 2017       | 20. Feb. 2018                                                     | Joss Agnew         |
| 21         | 3         | Episode 3       | Episode 3     | 25. Juni 2017       | 27. Feb. 2018                                                     | Stephen Woolfenden |
| 22         | 4         | Episode 4       | Episode 4     | 2. Juli 2017        | 27. Feb. 2018                                                     | Stephen Woolfenden |
| 23         | 5         | Episode 5       | Episode 5     | 9. Juli 2017        | 6. März 2018                                                      | Joss Agnew         |
| 24         | 6         | Episode 6       | Episode 6     | 16. Juli 2017       | 6. März 2018                                                      | Joss Agnew         |
| 25         | 7         | Episode 7       | Episode 7     | 23. Juli 2017       | 13. März 2018                                                     | Joss Agnew         |
| 26         | 8         | Episode 8       | Episode 8     | 30. Juli 2017       | 20. März 2018                                                     | Joss Agnew         |
| 27         | 9         | Episode 9       | Episode 9     | 6. Aug. 2017        | 27. März 2018                                                     | Joss Agnew         |

### Staffel 4
| Nr. (ges.) | Nr. (St.) | Deutscher Titel | Originaltitel | Erstausstrahlung UK | Deutschsprachige Erstausstrahlung (Sony Entertainment Television) | Regie       |
| ---------- | --------- | --------------- | ------------- | ------------------- | ----------------------------------------------------------------- | ----------- |
| 28         | 1         | Episode 1       | Episode 1     | 10. Juni 2018       | 30. Okt. 2018                                                     | Joss Agnew  |
| 29         | 2         | Episode 2       | Episode 2     | 17. Juni 2018       | 6. Nov. 2018                                                      | Joss Agnew  |
| 30         | 3         | Episode 3       | Episode 3     | 24. Juni 2018       | 13. Nov. 2018                                                     | Joss Agnew  |
| 31         | 4         | Episode 4       | Episode 4     | 1. Juli 2018        | 20. Nov. 2018                                                     | Brian Kelly |
| 32         | 5         | Episode 5       | Episode 5     | 8. Juli 2018        | 27. Nov. 2018                                                     | Brian Kelly |
| 33         | 6         | Episode 6       | Episode 6     | 15. Juli 2018       | 4. Dez. 2018                                                      | Brian Kelly |
| 34         | 7         | Episode 7       | Episode 7     | 22. Juli 2018       | 11. Dez. 2018                                                     | Joss Agnew  |
| 35         | 8         | Episode 8       | Episode 8     | 22. Juli 2018       | 18. Dez. 2018                                                     | Joss Agnew  |

### Staffel 5
| Nr. (ges.) | Nr. (St.) | Deutscher Titel | Originaltitel | Erstausstrahlung UK | Deutschsprachige Erstausstrahlung (Sony Entertainment Television) | Regie             |
| ---------- | --------- | --------------- | ------------- | ------------------- | ----------------------------------------------------------------- | ----------------- |
| 36         | 1         | Episode 1       | Episode 1     | 14. Juli 2019       | 30. Okt. 2019                                                     | Sallie Aprahamian |
| 37         | 2         | Episode 2       | Episode 2     | 21. Juli 2019       | 6. Nov. 2019                                                      | Sallie Aprahamian |
| 38         | 3         | Episode 3       | Episode 3     | 28. Juli 2019       | 13. Nov. 2019                                                     | Sallie Aprahamian |
| 39         | 4         | Episode 4       | Episode 4     | 4. Aug. 2019        | 20. Nov. 2019                                                     | Justin Molotnikov |
| 40         | 5         | Episode 5       | Episode 5     | 11. Aug. 2019       | 27. Nov. 2019                                                     | Justin Molotnikov |
| 41         | 6         | Episode 6       | Episode 6     | 18. Aug. 2019       | 4. Dez. 2019                                                      | Justin Molotnikov |
| 42         | 7         | Episode 7       | Episode 7     | 25. Aug. 2019       | 11. Dez. 2019                                                     | Sallie Aprahamian |
| 43         | 8         | Episode 8       | Episode 8     | 26. Aug. 2019       | 18. Dez. 2019                                                     | Sallie Aprahamian |